# Orientalistica

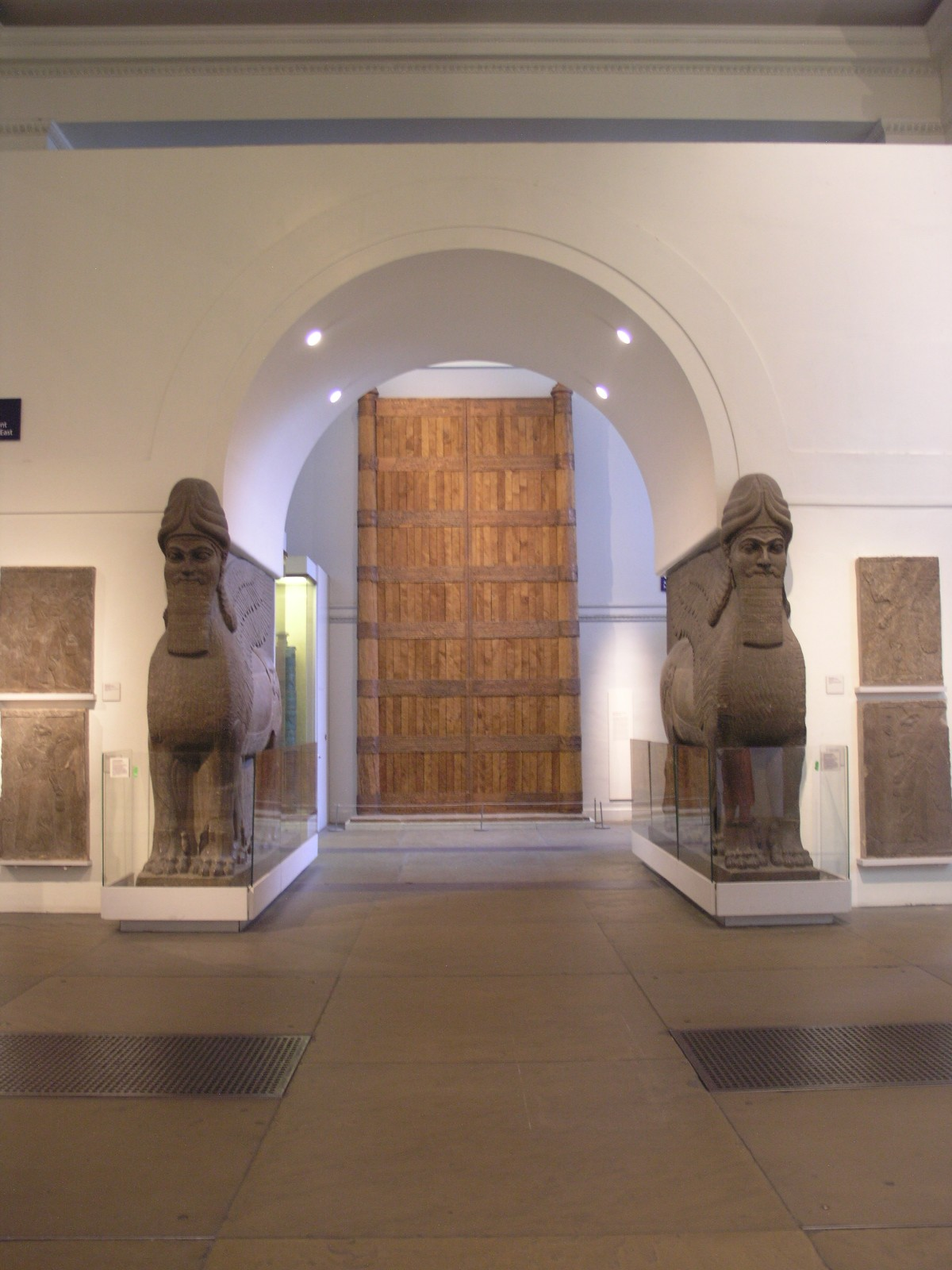
Antichità assire antiche al British Museum. Nel XIX secolo, la collocazione di spettacolari antichità nei nuovi musei suscitò un insolito interesse da parte del grande pubblico per gli studi orientali.

L'orientalistica è lo studio scientifico delle civiltà dell'Oriente, principalmente dal punto di vista storico, filologico-linguistico, antropologico e filosofico-religioso. Storicamente la disciplina studia le culture extra-europee, dai paesi dell'Asia a quelli dell'Africa settentrionale, quali Egitto ed Etiopia.
Lo studio europeo delle regioni asiatiche, genericamente definite "l'Oriente" (anche quando ciò riguardava quello che fino al XIX secolo era chiamato il Levante, come la Grecia, parte dell'allora Impero ottomano), ebbe una motivazione essenzialmente religiosa, rimasta in auge fino ai tempi relativamente più recenti (seconda guerra mondiale).
L'acquisizione delle conoscenze della medicina araba (che aveva progressivamente inglobato il sapere medico dell'antica Grecia, delle aree mediterranee ellenizzate, della Persia e dell'India, reso possibile dalle traduzioni curate da studiosi musulmani, ebrei e cristiani arabofoni) fu un importante fattore di sviluppo di tali studi nel Medioevo.
Il primo passo fu obbligatoriamente lo studio delle lingue veicolari delle regioni asiatiche ed africane da cui provenivano tali traduzioni, nella speranza di ampliare ulteriormente i propri orizzonti conoscitivi. Ciò era oltretutto reso necessario al fine di approdare a una conoscenza meno raffazzonata dei testi sacri delle varie religioni asiatiche che, come l'Islam, facevano grande e sgradita concorrenza al Cristianesimo, e dunque per contestarne i valori.
Dopo lo studio delle lingue e delle religioni orientali fu poi il turno della storia, dell'arte e del diritto. Il fine abbastanza scoperto non era che in minima parte determinato dall'ansia di conoscenza, prevalendo invece la volontà di confronto materiale e morale delle popolazioni che ad altri credo religiosi ed etici si rifacevano.
A commissionare gli studi "orientalistici" non fu solo la Chiesa, bensì anche gli Stati nazionali europei, al fine di creare mercati sempre più ampi, in grado di assorbire i loro prodotti e di cedere a basso prezzo le materie prime necessarie allo sviluppo economico.
Dal fine del XVIII secolo l'archeologia orientale conobbe crescente attenzione da parte del pubblico colto europeo, fornendo materiale di enorme rilevanza storica ai musei che andavano sorgendo un po' in tutto il continente europeo e in quello statunitense; tra i primi musei europei che possedevano delle opere orientali ci fu il famoso museo del cardinale Stefano Borgia a Velletri, in questo caso si trattavano di opere provenienti dall'India; La fascinazione delle culture asiatiche e del cosiddetto "esotico" influenzò l'arte europea, facendo nascere un genere letterario e pittorico che tenne a battesimo le opere di un Pierre Loti da un lato e di un Eugène Delacroix dall'altro.
Agli studi sulle culture dei paesi asiatici - ma, evidentemente, anche del Maghreb arabo e berbero, sottoposti a una severa opera di rifondazione dopo il secondo conflitto mondiale, - hanno cominciato a fornire il loro importante e qualificato contributo anche studiosi dei Paesi asiatici e africani.

## Storia

### Prima dell'Islam
La distinzione originale tra "Occidente" e "Oriente" fu cristallizzata dalle guerre greco-persiane nel V secolo a.C., quando gli storici ateniesi fecero una distinzione tra la loro "democrazia ateniese" e la monarchia persiana. Una distinzione istituzionale tra Oriente e Occidente non esisteva come polarità definita prima dell'amministrazione divisa tra Oriente e Occidente dell'imperatore romano Diocleziano alla fine del III secolo d.C. e della divisione dell'Impero romano in parti che parlavano latino e greco. Il mondo classico aveva una conoscenza intima dei suoi vicini persiani antichi (e solitamente nemici) ma una conoscenza molto imprecisa della maggior parte del mondo più a est, compresi i "Seres" (cinesi). Tuttavia, c'era un sostanziale commercio diretto romano con l'India, a differenza di quello con la Cina, durante l'Impero romano.

### Medioevo

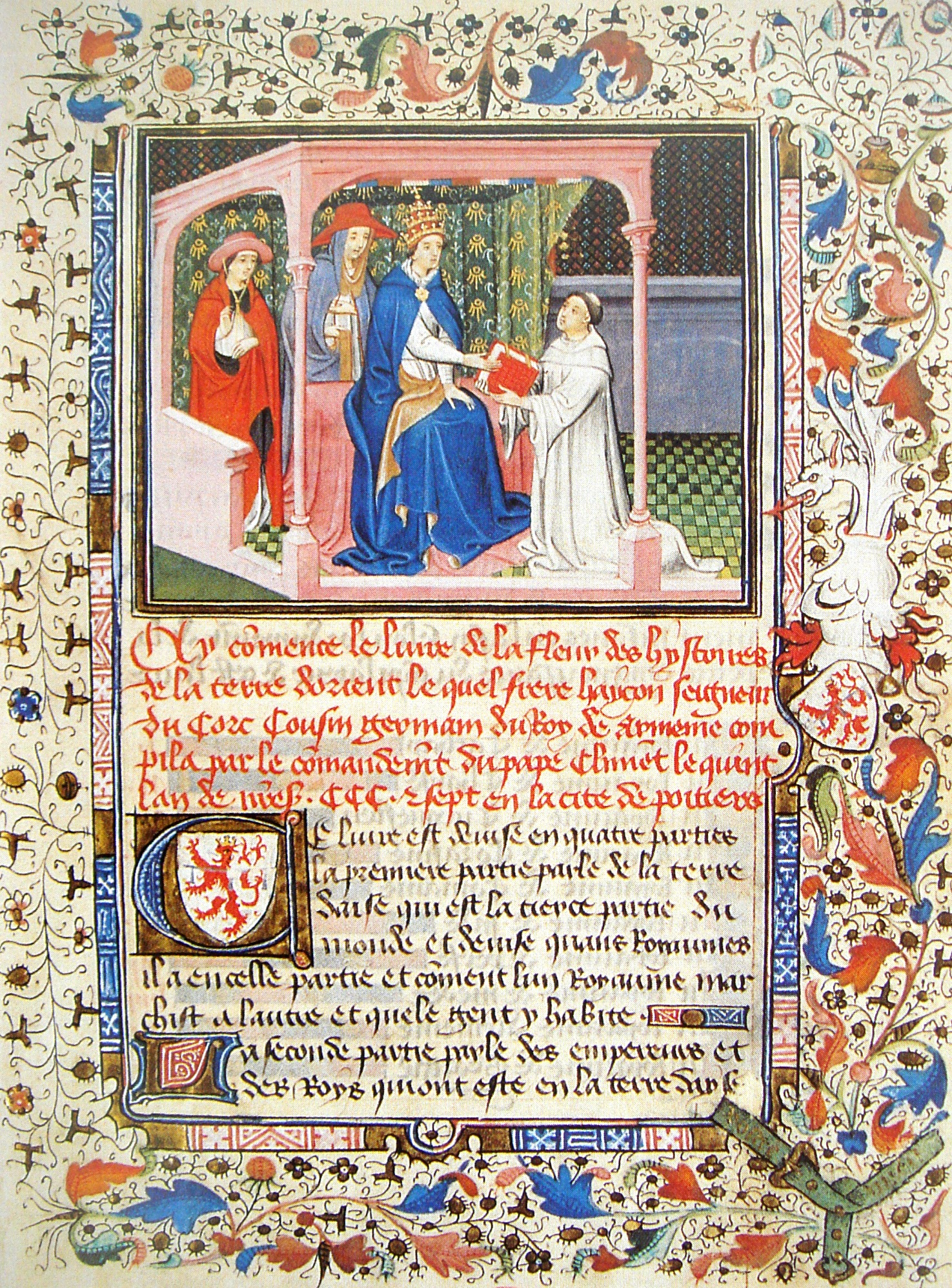
Nel 1307, Hayton di Corico invia il suo rapporto sui Mongoli a Papa Clemente V.

La diffusione dell'Islam e le conquiste musulmane nel VII secolo stabilirono una netta opposizione o addirittura un senso di polarità nel Medioevo tra la cristianità europea e il mondo islamico, che si estendeva dal Medio Oriente e dall'Asia centrale al Nord Africa e all'Andalusia. La conoscenza popolare medievale europea delle culture più a est era scarsa e dipendeva dai viaggi ampiamente romanzati di Sir John Mandeville e dalle leggende del Prete Gianni, ma il resoconto altrettanto famoso di Marco Polo era molto più lungo e più accurato.
Il lavoro accademico era inizialmente in gran parte di natura linguistica, con un focus principalmente religioso sulla comprensione sia dell'ebraico biblico che di lingue come il siriaco con la prima letteratura cristiana, ma c'era anche il desiderio di comprendere le opere arabe su medicina, filosofia e scienza. Tale sforzo, chiamato anche Studia Linguarum, esisteva sporadicamente durante il Medioevo e il Rinascimento del XII secolo vide una particolare crescita nelle traduzioni di testi arabi e greci in latino, con figure come Costantino l'Africano, che tradusse 37 libri, per lo più testi medici, dall'arabo al latino, ed Ermanno di Carinzia, uno dei traduttori del Corano. La prima traduzione del Corano in latino fu completata nel 1143, ma ne fu fatto scarso uso fino a quando non fu stampata nel 1543. Fu poi tradotta in altre lingue europee. Gerardo da Cremona e altri si stabilirono in Andalusia per trarre vantaggio dalle sue biblioteche e dai suoi studiosi arabi. Cattedre di ebraico, arabo e aramaico furono brevemente istituite a Oxford e in altre quattro università dopo il Concilio di Vienne (1312).
C'era una conoscenza vaga ma crescente delle complesse civiltà della Cina e dell'India da cui venivano importati beni di lusso (in particolare tessuti di cotone e seta, nonché ceramiche). Sebbene le Crociate abbiano prodotto relativamente poco in termini di scambi accademici, l'eruzione dell'Impero mongolo ebbe implicazioni strategiche per i regni crociati e per l'Europa stessa, il che portò a estesi contatti diplomatici. Durante l'Età delle Esplorazioni, l'interesse europeo per la mappatura dell'Asia, in particolare delle rotte marittime, divenne intenso, ma la maggior parte fu perseguita al di fuori delle università.
Dal Rinascimento al 1800

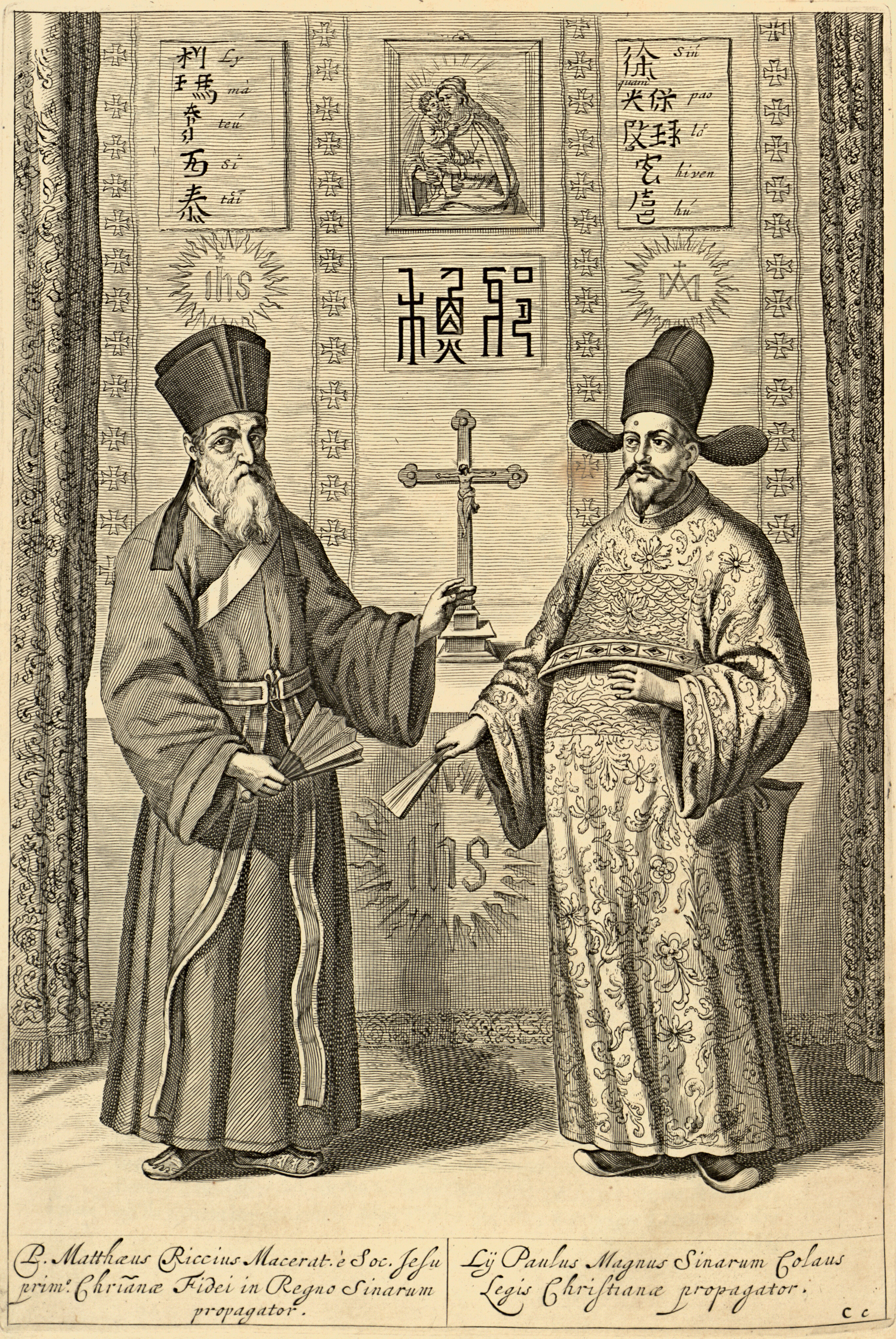
Matteo Ricci (a sinistra) e Xu Guangqi (徐光啟) (a destra) nell'edizione cinese degli Elementi di Euclide (幾何原本) pubblicata nel 1607.

Gli studi orientali universitari divennero sistematici durante il Rinascimento, con gli aspetti linguistici e religiosi che inizialmente continuarono a dominare. C'era anche una dimensione politica, poiché le traduzioni per scopi diplomatici erano necessarie anche prima che l'Occidente si impegnasse attivamente con l'Oriente oltre l'Impero Ottomano. Una pietra miliare fu la pubblicazione in Spagna nel 1514 della prima Bibbia poliglotta, contenente i testi completi esistenti in ebraico e aramaico, oltre a greco e latino. All'Università di Cambridge, c'è stato un Regius Professore di ebraico dal 1540 (la quinta cattedra regolare più antica in quel contesto), e la cattedra universitaria di arabo fu fondata intorno al 1643. Oxford seguì per l'ebraico nel 1546 (entrambe le cattedre furono istituite da Enrico VIII). Uno studioso illustre fu Edmund Castell, che pubblicò il suo Lexicon Heptaglotton Hebraicum, Chaldaicum, Syriacum, Samaritanum, Aethiopicum, Arabicum, et Persicum nel 1669, e studiosi come Edward Pococke avevano viaggiato in Oriente e scritto sulla storia moderna e sulla società dei popoli orientali. L'Università di Salamanca aveva professori di lingue orientali almeno negli anni '70 del Cinquecento. In Francia, Jean-Baptiste Colbert avviò un programma di formazione per Les jeunes de langues (La gioventù delle lingue), giovani linguisti nel servizio diplomatico, come François Pétis de la Croix, che, come suo padre e suo figlio, prestò servizio come interprete arabo per il re. Lo studio dell'Estremo Oriente fu avviato dai missionari, in particolare Matteo Ricci e altri durante le missioni gesuite in Cina, e le motivazioni missionarie dovevano rimanere importanti, almeno negli studi linguistici.
Nel XVIII secolo, gli studiosi occidentali raggiunsero un livello di base ragionevole di comprensione della geografia e della maggior parte della storia della regione, ma la conoscenza delle aree meno accessibili ai viaggiatori occidentali, come il Giappone e il Tibet, e delle loro lingue rimase limitata. I pensatori illuministi caratterizzarono aspetti dell'Oriente pagano come superiori all'Occidente cristiano nelle Lettere persiane di Montesquieu e nell'ironica promozione dello zoroastrismo da parte di Voltaire. Altri, come Edward Gibbon, elogiarono la relativa tolleranza religiosa del Medio Oriente rispetto a ciò che consideravano l'intollerante Occidente cristiano. Molti, tra cui Diderot e Voltaire, elogiarono l'elevato status sociale dell'erudizione nella Cina mandarina.
L'Università degli Studi di Napoli "L'Orientale", fondata a Napoli nel 1732, è la più antica scuola di sinologia e studi orientali dell'Europa continentale.
La fine del XVIII secolo vide l'inizio di un grande incremento nello studio dell'archeologia del periodo, che sarebbe stato un aspetto sempre più importante del campo nel secolo successivo. L'egittologia aprì la strada e, come in molte altre culture antiche, fornì ai linguisti nuovo materiale per la decifrazione e lo studio.

### XIX secolo

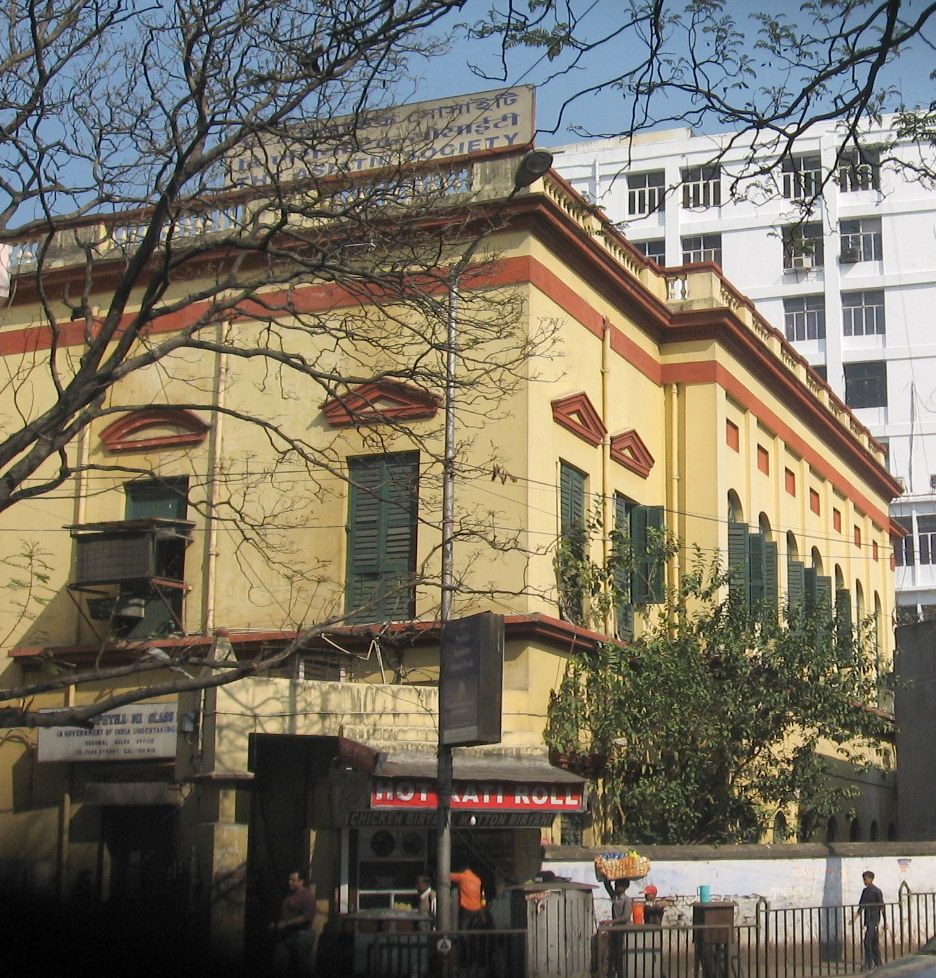
Il vecchio edificio della Società Asiatica, a Calcutta, fondato da William Jones nel 1784.

Con un grande aumento della conoscenza dell'Asia tra gli specialisti occidentali, il crescente coinvolgimento politico ed economico nella regione, e in particolare la consapevolezza dell'esistenza di strette relazioni tra le lingue indiane ed europee da parte di William Jones, emersero connessioni intellettuali più complesse tra la storia antica delle culture orientali e occidentali. Alcuni degli sviluppi si verificarono nel contesto della rivalità franco-britannica per il controllo dell'India. Gli economisti liberali, come James Mill, denigrarono le civiltà orientali come statiche e corrotte. Karl Marx, egli stesso di origine ebraica, caratterizzò il modo di produzione asiatico come immutabile a causa della ristrettezza economica delle economie dei villaggi e del ruolo dello stato nella produzione. Il dispotismo orientale era generalmente considerato in Europa come un fattore importante nel relativo fallimento del progresso delle società orientali. Lo studio dell'Islam era particolarmente centrale nel campo poiché la maggior parte delle persone che vivevano nell'area geografica che era definita come Oriente erano musulmane. L'interesse per la comprensione dell'Islam fu alimentato in parte da considerazioni economiche del crescente commercio nella regione del Mediterraneo e dal mutevole clima culturale e intellettuale dell'epoca.
Nel corso del secolo, l'archeologia occidentale si diffuse in Medio Oriente e in Asia, con risultati spettacolari. Negli anni '50 dell'Ottocento, ad esempio, il governo francese era determinato a organizzare operazioni su larga scala in Assiria e Mesopotamia per dimostrare il suo predominio nella regione. Un team archeologico, guidato da Victor Place, scavò il palazzo del re assiro Sargon II a Khorsabad (ex Ninive), che fu il primo scavo sistematico del sito. La spedizione diede vita a una pubblicazione pionieristica, Ninive e Assiria, scritta congiuntamente da Victor Place e Felix Thomas e pubblicata intorno al 1867. I nuovi musei nazionali fornirono un contesto per importanti reperti archeologici, la maggior parte dei quali furono poi riportati in Europa, e posero gli orientalisti sotto i riflettori del pubblico come mai prima.
I primi studi seri europei sul buddismo e l'induismo furono condotti dagli studiosi Eugène Burnouf e Max Müller. Si sviluppò anche lo studio accademico dell'Islam e, a metà del XIX secolo, gli studi orientali erano diventati una disciplina accademica consolidata nella maggior parte dei paesi europei, in particolare quelli con interessi imperiali nella regione. Sebbene gli studi scolastici si espandessero, lo stesso fecero gli atteggiamenti razzisti e gli stereotipi sui popoli e le culture asiatiche, che spesso si estesero alle comunità ebraiche e rom locali poiché erano anch'esse di origine orientale e ampiamente riconosciute come tali. Gli studi spesso si intrecciavano con presunzioni razziste e religiose pregiudizievoli a cui le nuove scienze biologiche tendevano a contribuire fino alla fine della seconda guerra mondiale.

### XX secolo

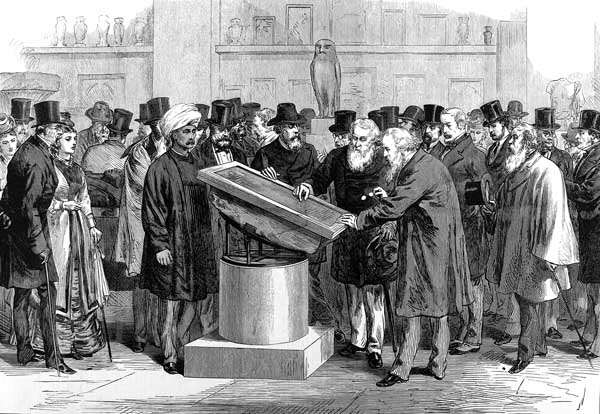
Esperti ispezionano la Stele di Rosetta durante il Secondo Congresso Internazionale degli Orientalisti a Londra, 1874.

La partecipazione agli studi accademici da parte di studiosi provenienti dalle nazioni appena indipendenti della regione stessa ha inevitabilmente cambiato notevolmente la natura degli studi, con l'emergere di studi postcoloniali e studi subalterni. L'influenza dell'Orientalismo nel senso usato da Edward Said nel suo libro omonimo negli studi sul Medio Oriente è stata vista riemersa e aumentata di prevalenza di nuovo dopo la fine della guerra fredda. Si sostiene che ciò sia stato in parte una risposta a "una lacuna" nella politica identitaria nelle relazioni internazionali in generale e all'interno dell'"Occidente" in particolare, che è stata causata dall'assenza del comunismo sovietico come avversario globale. La fine della guerra fredda ha causato un'era che è stata segnata da discussioni sul terrorismo islamista che hanno formulato opinioni sulla misura in cui la cultura del mondo arabo e dell'Islam è una minaccia per quella dell'Occidente. L'essenza del dibattito riflette un presupposto per cui l'Orientalismo è stato criticato dall'Oriente definito esclusivamente dall'Islam. Tali considerazioni sono state considerate come avvenute nel contesto più ampio del modo in cui molti studiosi occidentali hanno risposto alla politica internazionale dopo la guerra fredda, e sono state probabilmente accentuate dagli attacchi terroristici dell’11 settembre 2001.
Simbolo di quel tipo di risposta fu la popolarizzazione della "tesi dello scontro di civiltà", secondo cui le identità culturali e religiose delle persone saranno la fonte primaria di conflitto nel mondo post-guerra fredda. Quella particolare idea di un conflitto fondamentale tra Oriente e Occidente fu avanzata per la prima volta da Bernard Lewis nel suo articolo "The Roots of Muslim Rage", scritto nel 1990. Di nuovo, fu vista come un modo per spiegare le nuove forme e linee di divisione nella società internazionale dopo la guerra fredda. L'approccio dello scontro di civiltà coinvolse un'altra caratteristica del pensiero orientalista: la tendenza a vedere la regione come una civiltà omogenea, piuttosto che come composta da varie culture e filoni diversi e diversi. Fu un'idea che fu ripresa in modo più famoso da Samuel P. Huntington nel suo articolo del 1993 su Foreign Affairs, "The Clash of Civilizations?".

## Orientalismo

Donne di Algeri nei loro appartamenti (1834) di Eugène Delacroix è uno dei primi dipinti di pittori occidentali ambientati nel "mondo orientale".

Il termine Orientalismo ha assunto connotazioni negative in alcuni ambienti ed è interpretato come riferito allo studio dell'Oriente da parte di occidentali che sono stati plasmati dagli atteggiamenti dell'era dell'imperialismo europeo nel XVIII e XIX secolo. Quando usato in questo senso, il termine spesso implica interpretazioni caricaturali e pregiudiziali di culture e popoli orientali. Quel punto di vista è stato articolato e propagato in modo più famoso da Edward Said nel suo Orientalismo (1978), una storia critica di quella tradizione accademica. Al contrario, il termine è stato utilizzato anche da alcuni studiosi moderni per riferirsi a scrittori dell'era coloniale che avevano atteggiamenti pro-orientali, in contrapposizione a coloro che non vedevano nulla di valore nelle culture non occidentali.

## Da "studi orientali" a "studi asiatici"
Come il termine Oriente, Orientalismo è un termine che deriva dalla parola latina oriens (sorgente) e, altrettanto probabilmente, dalla parola greca ('he'oros', la direzione del sole nascente). "Oriente" è l'opposto di Occidente, un termine per il mondo occidentale. In termini di Vecchio Mondo, l'Europa era considerata l'Occidente (l'Ovest) e il suo estremo più lontano conosciuto come l'Oriente (l'Est). Dall'Impero romano al Medioevo, quello che ora in Occidente è considerato il Medio Oriente era allora considerato l'Oriente. Tuttavia, l'uso dei vari termini e significati derivati da "Oriente" è notevolmente diminuito dal XX secolo, soprattutto da quando sono cresciuti i collegamenti transpacifici tra Asia e America, e i viaggi dall'Asia di solito arrivano negli Stati Uniti da ovest.
Nella maggior parte delle università nordamericane e australiane, il campo degli studi orientali è stato ora sostituito da quello degli studi asiatici. In molti casi, il campo è stato localizzato in regioni specifiche, come gli studi mediorientali o del Vicino Oriente, gli studi sud asiatici e gli studi est asiatici. Ciò riflette il fatto che l'Oriente non è una singola regione monolitica, ma piuttosto un'area ampia, che comprende più civiltà. Il concetto generico di studi orientali ha perso per i suoi oppositori qualsiasi utilità che un tempo poteva avere ed è percepito come un ostacolo ai cambiamenti nelle strutture dipartimentali per riflettere gli attuali modelli di studio moderni. In molte università, come l'Università di Chicago, le facoltà e le istituzioni sono state divise. Le lingue bibliche possono essere collegate a istituti teologici e lo studio delle antiche civiltà nella regione può rientrare in una facoltà diversa da quella degli studi dei periodi moderni.
Nel 1970, la Facoltà di studi orientali presso l'Australian National University è stata rinominata Facoltà di studi asiatici. Nel 2007, la Facoltà di studi orientali presso l'Università di Cambridge è stata rinominata Facoltà di studi asiatici e mediorientali, e l'Università di Oxford ha seguito l'esempio nel 2022, rinominando anche l'ex Facoltà di studi orientali come Facoltà di studi asiatici e mediorientali. Altrove, i nomi sono rimasti gli stessi, come a Chicago, Roma e Londra (ora indicata solo con l'acronimo "SOAS"), e in altre università.
Sono state fornite varie spiegazioni per il cambiamento in "studi asiatici"; un numero crescente di studiosi professionisti e studenti di studi asiatici sono essi stessi asiatici o provengono da gruppi di origine asiatica (come gli asiatico-americani). Questo cambiamento di etichettatura può essere correlato in alcuni casi al fatto che la sensibilità al termine "orientale" è stata aumentata in un'atmosfera più politicamente corretta, sebbene sia iniziata prima: il dipartimento di Bernard Lewis alla Princeton University è stato rinominato un decennio prima che Said scrivesse il suo libro, un dettaglio che Said sbaglia. Da alcuni, il termine "orientale" è arrivato a essere ritenuto offensivo per i non occidentali. Gli studi di area che incorporano non solo ricerche filologiche ma anche politiche identitarie possono anche spiegare l'esitazione nell'usare il termine "orientale".
I sostenitori degli "Oriental Studies" ribattono che il termine "Asiatico" è altrettanto onnicomprensivo di "Orientale" e potrebbe aver avuto originariamente lo stesso significato, se fosse derivato da una parola accadica per "Oriente" (una derivazione più comune è da uno o entrambi i due nomi propri anatolici). Sostituire una parola con un'altra significa confondere opinioni storicamente discutibili sull'Oriente con il concetto stesso di "Oriente".

## Ulteriori letture
- Crawley, William. "Sir William Jones: A vision of Orientalism", Asian Affairs, Vol. 27, Issue 2. (Jun. 1996), pp. 163–176.
- Fleming, K.E. "Orientalism, the Balkans, and Balkan Historiography", The American Historical Review, Vol. 105, No. 4. (Oct., 2000), pp. 1218–1233.
- Halliday, Fred. "'Orientalism' and Its Critics", British Journal of Middle Eastern Studies, Vol. 20, No. 2. (1993), pp. 145–163.
- Irwin, Robert. For lust of knowing: The Orientalists and their enemies. London: Penguin/Allen Lane, 2006 (hardcover, ISBN 0-7139-9415-0. As Dangerous Knowledge: Orientalism and Its Discontents. New York: Overlook Press, 2006 (hardcover, ISBN 1-58567-835-X.